# V8 Supercars 2017
Il campionato V8 Supercars 2017 (noto formalmente come 2017 Virgin Australia Supercars Championship) è stato un campionato motoristico sotto l'egida della FIA per vetture Supercars, che prima del luglio 2016 venivano denominate V8 Supercars. La stagione 2017 è stata la diciannovesima edizione del campionato Supercars.
La stagione 2017 è andata incontro ad una serie di importanti revisioni sul piano del regolamento tecnico, con l'introduzione della Gen2 Supercars che ha spalancato le porte della categoria a una più ampia di serie di modelli di auto e di configurazioni del motore. Nonostante questo, i team hanno optato per mantenere le configurazioni della passata stagione.
La squadra DJR Team Penske si è aggiudicata la classifica dedicata ai team e la Ford ha ottenuto la vittoria nel campionato costruttori. Nel campionato piloti, Jamie Whincup ha portato a casa il suo settimo titolo anche grazie ad un finale di stagione controverso che ha visto penalizzato il giovane Scott McLaughlin nella gara conclusiva.